# Народы Европы, охраняйте свои священные блага
«Народы Европы, охраняйте свои священные блага» (варианты «Народы Европы, охраняйте свои священные права», «Жёлтая угроза», «Жёлтая опасность», нем. Völker Europas, wahr(e)t Eure heiligsten Güter) — рисунок немецкого художника, мастера исторической живописи Германа Кнакфуса, выполненный в 1895 году по эскизу кайзера Вильгельма II. Германский император подарил рисунок кузену царю Николаю II. Оригинал хранится в ванной комнате Ливадийского дворца.
На рисунке под лучащимся христианским крестом изображён архангел Михаил, святой заступник немцев, в окружении группы вооружённых женщин в образе воинственных валькирий — персонифицированных образов народов Европы. Архангел с огненным мечом в правой руке указывает женщинам на тёмное грозовое облако, нависшее над европейскими землями. На нём, поддерживаемом китайскими драконами, восседает на троне Будда. Под ним азиатские орды устремляются на культурную Европу. Во главе женской группы стоит Германия с мечом и щитом, на её плечо доверчиво опирается Россия с копьём. Поодаль Франция, приложив руку к глазам, всматривается в надвигающуюся темноту. За ними Австрия берёт за руку Британию, между ними стоит Италия. Крайний персонаж слева не идентифицирован.
Этим аллегорическим произведением кайзер Вильгельм II хотел призвать христианский мир Европы к совместной борьбе против «жёлтой опасности» и безбожного буддизма. Вскоре после окончания Японско-китайской войны он подарил этот рисунок русскому царю с просьбой удерживать под контролем восточное влияние («надвигающуюся опасность спровоцированного Японией китайского нападения»). В сопроводительном письме Вильгельм II напоминал Николаю II о великой роли России «в деле насаждения культуры в Азии и защиты креста и старой христианской европейской культуры против вторжения монголов и буддизма». Николаю II так понравился подарок, что кайзер с удовлетворением заметил: «Итак, сработало, это очень радует». Копии рисунка Вильгельм II разослал многим государственным деятелям и выдающимся личностям. Рисунок широко растиражировали в российской прессе, впоследствии он стал популярным мотивом на открытках времён Русско-японской войны. Спустя несколько лет 27 июля 1900 года кайзер произнёс так называемую «гуннскую речь», провожая восточноазиатский экспедиционный корпус на подавление Ихэтуаньского восстания.
Призыв Вильгельма II с рисунка Кнакфуса упоминал в своих геополитических трудах Карл Хаусхофер, что позволило биографу Адольфа Гитлера Иоахиму Фесту в своём документальном фильме 1977 года «Гитлер. Карьера» (нем. Hitler – Eine Karriere) этим рисунком наглядно продемонстрировать мировоззрение фюрера и многих его современников.